# Texhnolyze
Texhnolyze (яп. テクノライズ технолайз) — аниме-сериал режиссёра Хироси Хамасаки, снятый на студии Madhouse и показанный по каналу Fuji Television в 2003 году. Сценаристом выступил Тиаки Конака, а дизайнером персонажей — Ёситоси Абэ.
Основное действие сериала разворачивается в городе-гетто Люкс — огромном подземном котловане, куда были насильно сосланы все асоциальные элементы общества, бунтари и несогласные. Спустя некоторое время в городе установилось хрупкое равновесие сил между взявшими верх группировками. С внешним миром Люкс связывает единственная железнодорожная ветка и дорога. Между ними находится город интеллектуальной и технической элиты Люкса — Класс, а также деревня Габэ.
Визуальное оформление сериала выдержано в тёмных тонах. Воздействие мрачных видов заброшенных заводов, разваливающихся городских построек из грязного бетона и ржавого железа усугубляется звуковым фоном и музыкальным сопровождением в жанрах эмбиент и техно. Действие начинается очень медленно, но постепенно набирает обороты.

## Сюжет
Главный персонаж, Итисэ — кулачный боец, после победы на подпольной арене оказывается в постели с женщиной из Органа. Лёжа с ним после полового акта, она пытается в извращённом порыве страсти повредить ему ногтем глаз, однако теряет сознание от его удара. За посягательство на члена группировки представители Органа выслеживает его и отрубает руку. В состоянии аффекта и порыве ярости Итисэ пытается напасть на ту самую женщину, которая с улыбкой наблюдает за происходящим, но ему отрубают еще и ногу. Собрав отрубленные конечности, он направляется в никуда. Его подбирает и спасает Док, а также заменяет утраченные конечности технолизированными протезами. После этого Итисэ в состоянии шока вновь бродит по улицам Люкса. За ним следует Ран, держась немного поодаль.
В то же время происходят постоянные вооруженные столкновения между группировками Люкса. Ониси, лидер Органа, заключает перемирие с конкурентной группировкой — Союзом, лидером которого является Кимато. Однако перемирие продлилось недолго.
Ёси спускается с поверхности, проводит ночь с изувеченной проституткой, узнаёт нужную ему информацию, после чего убивает её, освободив, согласно своим взглядам, таким образом от гнёта сутенера, после чего убивает и самого сутёнера. После этого встречается со своим старым другом и узнаёт информацию касательно воюющих группировок. Этого ему оказывается достаточно, чтобы убив определённых людей, спровоцировать и стравить между собой группировки Люкса, подняв волну убийств и насилия.
Со временем Итисэ вступает в Орган и вскоре становится приближённым Ониси, осваивает катану.
Док едет в город Класс и пытается убедить Канно принять её опыт технолизации, приводя Итисэ как удачный пример усовершенствования человека, но тот не впускает её в город и пытается убить. Итисэ спасает Дока. Позже Кано убивает «трёх матерей», берёт власть над Классом и идёт в наступление на Люкс. Многие дезертиры из городских противоборствующих группировок присоединяются к созданной Кано армии Форм — киборгов, чьи туловища и конечности были заменены технолизированными, а голова осталась человеческой.
Итисэ принимает участие в спасении одного из глав Органа от армии киборгов Кано. В борьбе против захватчиков Союз присоединяется к Органу. Итисэ вместе с Доком едут на поезде во внешний мир, чтобы предупредить о надвигающейся опасности. Там они разговаривают с представителем внешнего мира, но понимают, что дальнейшая судьба Люкса внешнему миру безразлична, они считают любой исход бессмысленным и ждут гибели человечества. В одном из эпизодов своего пребывания во внешнем мире Итисэ и Док оказываются в кинотеатре, где идёт документальный фильм об истории Люкса, из которого они узнают, что все бунтари, асоциальные элементы и просто несогласные социума были насильственно сосланы под землю. Док впадает в глубокую депрессию с мыслью покончить жизнь самоубийством — и Итисэ возвращается в Люкс в одиночестве.
Ран показывает свои видения людям Люкса, сводя их с ума, и просит Ониси убить её за это. Ониси вонзает катану в Обелиск, в место, где стояла Ран, и оттуда начинает течь кровь. Появившиеся у Обелиска жители города в припадке безумия расстреливают Ониси, пока от него не остаётся ничего кроме технолизованных ног. Пришедший к Обелиску и увидевший это Итисэ в ярости убивает всех.
Обелиск не функционирует, все Формы обездвижены и корнями приросли к земле. Лишь созданные Доком технолизированная рука и нога у Итисэ продолжает функционировать. Тяжело раненный после бойни с обезумевшими жителями Люкса, Итисэ приходит к Кано. Кано говорит, что всё изначально не имело смысла, он лишь хотел увидеть развитие и изменение разума людей путём технолизации, и что теперь человеческая родословная подошла к гибели и должен начаться новый цикл перерождения. Ран отказалась быть личным пророком Кано, «всевидящим оком» — и он убил её и технолизировал в Форму. Не желая такой участи, та убивает свой разум. Также Кано называет Ран именем Теория и своей сестрой. Увидев её в таком виде, Итисэ в бешенстве убивает Кано.
Итисэ сбрасывает человеческую голову Ран в обрыв с Рафией. Вокруг он видит мёртвый и полуразрушенный город. Умирающий Итисэ лежит и видит голограмму белого цветка перед собой, которая проецируется из его технолизированной руки. Едва заметно улыбнувшись, Итисэ медленно закрывает глаза.

## Список персонажей
Итисэ (яп. 櫟士) — молчаливый уличный боец, который дерётся в подпольных клубах за деньги, «бродячий пёс». Страдает от насильственной ампутации руки и ноги за то, что не выполнил садистских желаний женщины из группировки Органа, а вместо этого ударил её. Технолизация руки и ноги является для него сильным потрясением. Изначально он ненавидит свои новые конечности и ему потребуется много времени, чтобы смириться с ними. Общение с Ран помогает ему измениться. Позже он вступает в Орган и несколько раз спасает Ониси от гибели. Со временем они приобретают доверительные отношения друг к другу и становятся друзьями. Итисэ является потомком одних из первых сосланных под землю людей. Возвратившись с поверхности (внешнего мира) под землю, Итисэ пытается разыскать девочку Ран, он испытывает к ней тёплые чувства и стремится защитить. После повреждения Обелиска он остаётся единственным, чьи технолизированные конечности продолжают функционировать. Один из немногих, кто в завершении не сходит с ума. Итисэ убивает Кано.
Сэйю: Акира Хага
Ониси Кэйго (яп. 大西京呉) — глава Органа. Очень рационален и рассудителен, мыслит критически, не спешит действовать с необдуманными решениями. Многие члены Органа не доверяют ему из-за его быстрого прихода к власти. Слышит «голос города», которым оказалась Ран, а также «три матери». Ёси убил его жену, а позже чуть не убил самого Ониси, но Итисэ спас его. Когда Ониси был ребёнком, он продал свои ноги мальчику, который родился без нормальных ног. Позже он получил технолизированные ноги. Не жалеет о своём выборе и считает, что он поступил правильно и что он тот, кто он есть, потому что сделал именно такой выбор. Однако оказывается, что мальчик, которому он отдал свои ноги — не кто иной, как Кано. В конце сериала обезумевшая толпа убивает его, в то время как он оставался всё ещё в здравом рассудке.
Сэйю: Хироси Цутида
Ран (яп. 蘭 букв. «Орхидея») — Провидица, рыжеволосая девочка, обладающая даром предвидения. Периодически носит на лице белую маску лисы, возит за собой чемоданчик с белыми цветами. Согласно городской легенде, в них превращаются души людей, из чьих трупов получают Рафию. В местах где она появляется, как правило, остаются белые цветы. Живёт в селении секты Габэ. Ей предоставлена свобода передвижения по городу, однако за ней незаметно следят. Когда ей угрожает опасность, множество сектантов Габэ в масках немедленно появляются рядом и защищают её. Собственные видения будущего беспокоят и печалят её, но она не в состоянии это будущее изменить. Девочка имеет глубокий интерес и питает нежные чувства к Итисэ, однако предсказывает ему судьбу разрушителя мира. Погибла от рук Кано и была технолизирована в Форму.
Сэйю: Сидзука Ито
Док (яп. 鎌田江里子（ドク）) — ведущий специалист по технолизации. Выходец из Класса. Технолизацию людей считает новым витком эволюции. Разрабатывает методы технолизации для улучшения конечностей, а не только для замены человеческих. В сконструированные лично ей технолизированные протезы для Итисэ она вживляет половые клетки его погибшей матери. Однако как позже выясняется, Док солгала Итисе, на самом деле эти клетки были давно мертвы, и она солгала только для того, чтобы он принял технолизированные конечности. Вместо этого она поместила в протезы свои собственные генетические клетки. Только эти созданные ей протезы продолжают работать даже после отключения Обелиска. Дизайн Форм Кано она называет «мусором». Неравнодушна к Итисэ и Ониси. В конце сериала остается на поверхности, и, по всей видимости, совершает самоубийство.
Сэйю: Сидзуми Ники
Синдзи (яп. シンジ) — лидер Ракана. Имеет технолизированный указательный палец на руке. Его лучший друг подвергся полной технолизации по методу Кано, после чего был убит руками Синдзи. Неравнодушен к помощнице Ониси. Погибает от рук слепого помощника Кано.
Сэйю: Масая Китайдэ
Ёси Казухо (яп. 吉井一穂) — пришелец из внешнего мира, преднамеренно спровоцировавший войну группировок, добиваясь вмешательства Класса. Почти половина его тела технолизирована. Цепью провокаций он нарушает баланс сил в Люксе. Последствий своих действий увидеть не смог, так как был сброшен с большой высоты Итисэ и добит своим бывшим другом.
Кано (яп. 伽丿) — высокопоставленный представитель Класса, начавший вооружённый захват и насильственную технолизацию жителей Люкса. Приказал убить своих лидеров, «трёх матерей». Убил Ран и превратил в Форму. Кано был рождён от инцеста. В конце сериала был убит Итисэ.
Сэйю: Такаси Иноуэ

## Список серий
| № серии | Название                       | Режиссёр                        | Сценарист     | Трансляция в Японии |
| ------- | ------------------------------ | ------------------------------- | ------------- | ------------------- |
| 1       | Незнакомец «Stranger»          | Хироси Хамасаки                 | Тиаки Конака  | 16.04.2003          |
| 2       | Утрата «Forfeiture»            | Хон Гён-пхё                     | Тиаки Конака  | 23.04.2003          |
| 3       | Технофил «Texhnophile»         | Ясухиро Мацумура                | Тиаки Конака  | 30.04.2003          |
| 4       | Синапс «Synapse»               | Ко Мацуо                        | Тиаки Конака  | 30.04.2003          |
| 5       | Шатаясь «Loiter»               | Кадзухиро Одзава                | Син Ёсида     | 14.05.2003          |
| 6       | Повторение «Repetition»        | Хон Гён-пхё                     | Тиаки Конака  | 21.05.2003          |
| 7       | Заговор «Plot»                 | Ясухиро Мацумура                | Нобору Такаги | 28.05.2003          |
| 8       | Испытание «Cruicible»          | Нанако Симадзаки                | Нобору Такаги | 04.06.2003          |
| 9       | Ускользая «Wiggle»             | Кунитоси Окадзима               | Син Ёсида     | 11.06.2003          |
| 10      | Итог «Conclusion»              | Хон Гён-пхё                     | Син Ёсида     | 25.06.2003          |
| 11      | Бродяга «Vagrant»              | Тосихару Сато                   | Нобору Такаги | 02.07.2003          |
| 12      | Предвидение «Precognition»     | Саё Ямамото                     | Тиаки Конака  | 16.07.2003          |
| 13      | Перспектива «Vista»            | Такудзи Эндо                    | Нобору Такаги | 23.07.2003          |
| 14      | Отторжение «Rejection»         | Хон Гён-пхё                     | Син Ёсида     | 30.07.2003          |
| 15      | Формы «Shapes»                 | Кадзуя Комаи                    | Кэндзи Конута | 13.08.2003          |
| 16      | Напряжение «Strain»            | Нанако Симадзаки                | Нобору Такаги | 20.08.2003          |
| 17      | Зависимость «Dependence»       | Тосихару Сато                   | Кэндзи Конута | 03.09.2003          |
| 18      | Престол «Throne»               | Саё Ямамото                     | Син Ёсида     | 10.09.2003          |
| 19      | К небесам «Heavenward»         | Масахико Ота                    | Нобору Такаги |                     |
| 20      | Аид «Hades»                    | Хон Гён-пхё                     | Тиаки Конака  |                     |
| 21      | Энцефалопатия «Encephalopathy» | Нанако Симадзаки, Такаюки Хирао | Тиаки Конака  | 17.09.2003          |
| 22      | Миф «Myth»                     | Такудзи Эндо                    | Тиаки Конака  | 24.09.2003          |

19 и 20 серии не были показаны на телевидении.

## Музыка
Начальная композиция:
- Juno Reactor — «Guardian Angel», вышла на альбоме Beyond the Infinite 1995 года[7]

Завершающие композиции:
- Gackt — «Tsuki no Uta» («Стихи о Луне») (1—21 серии), издана на сингле 2003 года[8]
- Ёко Исида — «Walking Through the Empty Age» (22 серия)

Оригинальный саундтрек:
- Texhnolyze: Music Only Music But Music[9]

Участники записи
Нью-Йорк: Кристина Мачадо — вокал («When Reason Fails»), Марк Соскин — фортепиано, Букер Кинг — бас-гитара, Бен Уиттман — барабаны, Джек Уолрат — труба, Джей Родригес — саксофон, запись — Clinton Studio, звукорежиссёр — Трой Хэйдерсон.
Токио: Кэйси Урата — программирование, Сиро Сасаки — труба, Хадзимэ Мидзогути — виолончель, Мина Кубота — фортепиано, Masashi Shinozaki Group — струнные, Цунэо Имахори — гитара, Мицуру Насуно — бас-гитара, Ясуо Сано — барабаны, запись — SoundCity studio и Victor Studio, звукорежиссёр — Масаси Ябухара, мастеринг — Сэйгэн Оно, продюсеры — Ясуюки Уэда и Тосиаки Ота.
Рим: Франческо Сансалоне — вокал («Spleen»), Этторе Джентиле — фортепиано, Массимо Морикони — бас-гитара, Марчелло ди Леонардо — барабаны, Адриано Мартино — гитара, запись — Forum Music Village, звукорежиссёр — Масаси Ябухара .
- Texhnolyze: The Man of Men[11]

Участники записи
Кэйси Урата и Хадзимэ Мидзогути — фортепиано, клавишные и программирование, Mecken (Мотофуми Огивара) — бас-гитара, Масаёси Фурукава — акустическая гитара, Хироси Имаидзуми и Кэйси Урата — электрогитары, Тамао Фудзии — перкуссия, Ёко Исида — вокал («Walking Through The Empty Age»), Марк Соскин — фортепиано, Букер Кинг — бас-гитара, Бен Уиттман — барабаны; Такаси Иноуэ, Сатоси Хага, Хироси Цутида, Сидзука Ито — голоса; запись — SoundCity studio, Towerside studio, Victor Studio и Clinton Studio, звукорежиссёры — Масаси Ябухара и Хадзимэ Мидзогути, мастеринг — Сэйгэн Оно, продюсеры — Ясуюки Уэда и Тосиаки Ота.
В саундтреке Texhnolyze: Music Only Music But Music можно отметить вступительную техно-тему «Guardian Angel» Juno Reactor, трагически-романтическую песню «When Reason Fails», а также 22 инструментальных композиций, созданных Хадзимэ Мидзогути (Jin-Roh, The Vision of Escaflowne), Кодзи Касамацу (звукорежиссёр «Экспериментов Лэйн»), Кэйси Уратой (Megazone 23 — Part III) и Цунэо Имахори («Триган», «Гангрейв»).

## Выпуск на видео
Texhnolyze сначала вышел в Японии на 8 DVD от Geneon Entertainment в 2003—2004 годах, формат — 1.85:1 (анаморфированный), звук — Dolby Digital 2.0. Для американских зрителей 6 дисков выпустила Geneon Entertainment USA в 2004—2005 годах. Первый назывался «Бесчеловечный и красивый». Anime News Network назвал этот диск радикальным, поскольку тогда на аниме-рынке не было ничего подобного. Согласно обзору на DVD Talk, анаморфированное видео приятно смотрится. Линии немного мягкие, слегка размытые, однако трансфер достойный. Замечено очень мало «артефактов». Обе звуковые дорожки сделаны в стерео. Предпочтительнее слушать японских актёров, но и английские позаботились о том, чтобы диалоги соответствовали движениям губ, без фальшивого акцента. Разговоры чётко слышны. Нет нежелательных шумов и шипения. В нужный момент используется передняя сцена. Качество звука хорошее, хотя рецензент надеялся на 5.1. Цвета обычно тёмные с коричневыми тонами. Изображение сочетается со сложными визуальными эффектами. Дополнительные материалы: 11-минутное интервью с продюсером Уэдой и дизайнером Абэ о создании персонажей, стиле и восприятии мира, а также о проблемах, с которыми пришлось столкнуться при создании сериала; два фрагмента, где английские актёры намеренно путают слова; три трейлера: Space Pirate Captain Herlock: The Endless Odyssey, Fighting Spirit и Master Keaton. Оценка «рекомендовано». Второй диск — «Зрелище», дополнения: опенинг без титров, удалённые сцены на 3 минуты, трейлеры «Гангрейв», Demon Lord Dante и «Горячий парень Джей». IGN оценил этот DVD на 7 из 10 баллов, подчеркнув, что там не на что смотреть, но Geneon предложил красивую упаковку с лентикуляром. На третьем диске «Возмездие» доступны чистый эндинг, 9 минут вырезанных сцен, трейлеры Submarine 707R, «Самурай Чамплу» и «Прочти или умри». Четвёртый диск — «Подозрения» содержит трейлер сериала, 10-минутные фрагменты, видеоролики New Getter Robo, Gregory Horror Show и Requiem from the Darkness. Пятый и шестой диски — «Ложь и отчаяние», «Смерть и спокойствие» ничем не выделялись. Все продавались отдельно или в составе коллекционного лентикулярного комплекта Texhnolyze 2006 года.
В 2012 году сериал был издан Funimation на 4 DVD, фактически это перевыпуск Geneon 2004 года с небольшими изменениями — уменьшилось количество дисков. Дополнительные материалы остались прежними: интервью с Уэдой и Абэ, альтернативные диалоги, опенинг и эндинг без текста, трейлеры.

## Критика
IGN включил сериал в список лучших киберпанк-аниме для новичков. Screen Rant добавил в число 10 аниме, которые нужно посмотреть дважды, чтобы понять.
Джонатан Клементс и Хелен Маккарти в энциклопедии назвали Texhnolyze красиво оформленной антиутопией, хотя и построенной на принципах, заложенных многими другими: «Робокопом», Megazone 23, AD Police Files и даже Tokyo Underground.
Crunchyroll подчеркнул, что своей гениальностью Texhnolyze обязан талантливым людям: Хироси Хамасаки, Ясуюки Уэде, Ёситоси Абэ и Тиаки Конаке. Сериал был создан во время бума киберпанк-аниме и на 2017 год является культовым. Рисуя медленно загнивающий мир, всё похоже на своеобразные похороны дэт-метала. Это жестокий, но созерцательный взгляд на борьбу за существование, кибернетическую гонку вооружений и анархию. По мнению рецензента, Texhnolyze — лучшая работа в карьере режиссёра Хамасаки, сделавшем акцент на звуке и декорациях в каждой сцене. Безмолвный крик Итисэ, без сомнения, один из самых пугающих моментов. Продюсер Уэда, которому нравятся рискованные проекты, вызывающие сильный отклик у зрителей, собрал творческую команду Конаки и Абэ ещё в «Экспериментах Лэйн». Художественный стиль Абэ с тёмными цветами и резкими линиями происходит из его додзинси, например, «Союз Серокрылых». У дизайнера было мало опыта в изображении механизмов, однако он хотел придумать историю персонажа с отрубленной рукой, показывая боль утраты и борьбу Итисэ. На сценариста Конаку в первую очередь повлияли Лавкрафт и Льюис Кэрролл. Ужас занимает главное место в научно-фантастической антиутопии. Почерк Конаки можно увидеть во второй половине сериала. Хотя киберпанк является пережитком ушедшей эпохи, Texhnolyze остаётся одним из выдающихся достижений.
В качестве эпиграфа могут быть использованы слова из «The Death Song» группы Marilyn Manson: «Мы поём песню смерти, детки, потому что у нас нет будущего». Никто в здравом уме не назовёт начало Texhnolyze безобидным. История сразу наводит на мысли о киберпанке: роботизированные протезы, подземный город, замкнутый в себе и населённый лишь двумя слоями общества: нищими и богатыми, постоянный мрак, технология как смысл жизни, в духе произведений Гибсона и Стерлинга. Но первое впечатление обманчиво. В действительности сюжет движется от боевика к детективу, научной фантастике и мистике. Нужно учитывать, что такой неотъемлемый элемент киберпанка, как компьютер, здесь отсутствует. Это скорее технопанк. Всё вышло из-под контроля, существуют только право сильного и два типа людей: победители и побеждённые; нищета, уличные войны, полумрак, разложение и упадок. Реалии показываются постепенно. Интрига усложняется не спеша, на сцену выходят новые действующие лица. Полностью вся картина происходящего раскрывается лишь к последней серии. Достаточно отметить, что весёлого и хорошего с городом и его обитателями случается мало. Человечество дошло до финальной черты, за которой ничего нет. Об этом и рассказывает Texhnolize. Художественное исполнение своеобразное: совсем нет ярких красок, часто встречаются фоновые прогоны. Наиболее чёткое определение для стилистики — мрачная безысходность. В дизайне есть отдалённые ассоциации с Blame!. Музыка в основном электронная, но присутствуют и рок мелодии, а также индастриал. Опенинг Juno Reactor и эндинг Gakt говорят о многом. Звуковое оформление достойное. В итоге остаётся следующее ощущение:

Лучше смотреть и не думать ни о чём, ждать до тех пор, пока жизнь не покинет тело, сидя в темноте перед выключенным монитором и вслушиваясь в работу кулеров системного блока. Не хочется шевелиться, броситься в окно или перерезать вены, хочется просто умереть и перестать существовать. Как говорится, «всё плохо и в данный момент утешает лишь одно: дальше будет ещё хуже». А смотрим мы это для того, чтобы, получив такую дозу негатива, перебороть в себе немедленное желание помереть. Взглянуть на жизнь по-новому.— «АниМаг»
THEM Anime поставил очень высокую оценку — пять звёзд из пяти. Перечислены следующие жанры: лавкрафтовские ужасы и «тёмная» научная фантастика. Принимая решение, называть ли выпуск мрачным или нет, следует учитывать, насколько внутреннее отчаяние уравновешено юмористическими и романтическими моментами со стороны персонажей, а также другими вещами, которые могут смягчить неприятные реалии. По этим пунктам Texhnolyze превосходит почти все известные рецензенту сериалы. В подземном городе дни человека сочтены и существование обречено. Сериал ни разу не пытается отвлечь от холодного и ужасного мира, чтобы рассказать историю об умирающей расе и позволить зрителям испытать ту же боль, что и герои, когда они постепенно начинают понимать ужасы своего антиутопического пространства. Texhnolyze в любом случае трудно рассматривать и обсуждать как развлечение: в гибнущем обществе царят насилие и одиночество — аудитории нечем наслаждаться. Во время просмотра может стать больно — к такому опыту нельзя относиться легкомысленно, но будет полезно поразмышлять, как после чтения романа с несчастливым концом. Подземный мир — «шедевр мрачности и опустошения». Футуристическая технология неуместна намеренно. В другом случае мог быть стимпанк, но здесь показана тщетность технических достижений в спасении людей от хаоса. Персонажи в нищете ходят с помощью «технолизированных» конечностей, зрение усилено компьютером, однако в жизни подобное «улучшение» не имеет важного значения. Эстетические аспекты (небо над городом, холодный свет, искусственность и чужеродность Люкса) являются неотъемлемой частью повествования. Итисэ редко говорит, вместо слов эффективно используются образы. Его горькая судьба — своего рода «грязная сказка Золушки». Сюжет рассказывается с точки зрения одного человека. Враждующие группировки медленно уничтожают город, отчаяние нарастает, романтика тонет в море крови, слёз и разорванной плоти. Отношения Итисэ и Ран становятся более трагичными, а их страдания мастерски передаются в тонкой манере. Художественное направление в целом привлекательно, выделяются графика и дизайн Ёситоси Абэ. Музыка в основном состоит из атмосферных электронных композиций, способствующих тревожному ощущению. Недостатки заключаются в медленном темпе серий, начиная с третьей. Некоторым людям будет трудно принять, а остальным смотреть до конца. В итоге, Texhnolyze — это «самое глубокое аниме об ужасах человеческой души и одна из навязчивых, красивых и печальных историй, когда-либо вышедших». Сериал запрещён для детей: жестокость повсюду, финал очень кровавый. Короткие сексуальные сцены скорее депрессивные, чем возбуждающие. Также рекомендуются «Эксперименты Лэйн», Boogiepop Phantom, Bokurano, Shigurui и Now and Then, Here and There.